# Кондукт
Конду́кт (пізньолат conductus) — середньовічна пісня латинською мовою, в основному на духовну (християнську) тему. Термін зустрічається в нотних рукописах і музично-теоретичних трактатах переважно французького походження, в XII–XIV століттях.
Кондукт функціонував як спів під час літургійних процесій на Різдво і під час інших церковних свят, зокрема міг входити у структуру літургійної драми. Ранні кондукти — одноголосні, написані у строфічній формі (іноді з рефреном), вірші характеризуються римованою силабікою або силаботонікою, спосіб розспіву — силабічний.
Вершина жанру — багатоголосні (до чотирьох голосів, переважно дво-і три-) кондукти в старовинному гомофонному складі, створені в школі Нотр-Дам (автором ряду кондукт вважається Перотин). Розвинені кондукти відрізняються різноманітністю тематики (полемічні, сатиричні, плачі за покійним, на певний випадок); крім традиційного силабічного розспіву зустрічаються протяжні мелізми (особливо на передостанньому і останньому складах тексту), ускладнюється форма.
Інтерес до кондукту згас до середини XIII століття, ймовірно, у зв'язку з бурхливим розвитком конкуруючого жанру — мотету. Останні яскраві зразки багатоголосих кондуктів — у поетико-музичному збірнику «Роман про Фовеля», складеного близько 1316. Розшифровка кондуктів, написаних здебільшого до виникнення модальної нотації, представляє значні труднощі з точки зору кореляції віршованого і музичного метру. Популярні зразки кондуктів: анонімні «Redit aetas aurea», «Verbum patris humanatur», кондукт Перотина «Beata viscera».

## Дискографія
- The Earliest Songbook in England (Gothic Voices) [Архівовано 24 травня 2011 у Wayback Machine.]
- Music for the Lion-Hearted King (Gothic Voices) [Архівовано 24 травня 2011 у Wayback Machine.]
- Perotin (Hilliard Ensemble) [Архівовано 3 січня 2011 у Wayback Machine.]
- Richard Coeur de Lion (Alla Francesca) [Архівовано 3 січня 2011 у Wayback Machine.]
- The Feast of Fools (New London Consort) [Архівовано 4 січня 2011 у Wayback Machine.]